# ECAT
Energy Catalyzer (ECAT) – urządzenie zbudowane przez wynalazcę Andrea Rossi przy pomocy zespołu kierowanego przez Sergio Focardi. Według twórców, ma działać na zasadzie zimnej fuzji niklu i wodoru z wytworzeniem miedzi, z wydzieleniem energii cieplnej zamienianej następnie opcjonalnie na energię elektryczną.
Urządzenie było kilkukrotnie demonstrowane publiczności, jednak twórcy nie zezwalają na niezależne badania.
Od listopada 2011 firma wynalazcy prowadzi zapisy na zakup urządzeń 1 MW – 30 lat działania, które jak twierdzi, mają być gotowe w latach 2012–2013.
25 sierpnia 2015 urządzenie uzyskało patent od Biura Patentów i Znaków Towarowych USA.

## Oceny niezależnych ekspertów
Artykuł Rossi i Focardi opisujący działanie urządzenia nie został zaakceptowany do druku przez recenzowane czasopisma naukowe.
Ostatecznie publikowano go na blogu Journal of Nuclear Physics. Nuclear experiments blog, w którym S. Focardi jest członkiem rady doradczej.
Według PhysOrg eksperymenty przeprowadzone od stycznia do kwietnia 2011 były błędne i nie pokazują faktycznego dowodu na zimną fuzję. Twórcy nie zezwolili na dodatkowe pomiary.
Dnia 20 maja 2013 roku grupa niezależnych ekspertów opublikowała w archiwum arXiv raport o przeprowadzonych przez nich dwóch testach reaktorów E-Cat HT oraz E-Cat HT2 trwających odpowiednio 96 i 116 godzin. Przeprowadzone pomiary wykazały produkcję energii cieplnej w ilości wykraczającej co najmniej jeden rząd wielkości poza możliwości jakichkolwiek znanych chemicznych źródeł energii.